# Högsjö
Högsjö è un'area urbana della Svezia situata nel comune di Vingåker, contea di Södermanland.
La popolazione risultante dal censimento 2010 era di 713 abitanti .